# Duo-Bus

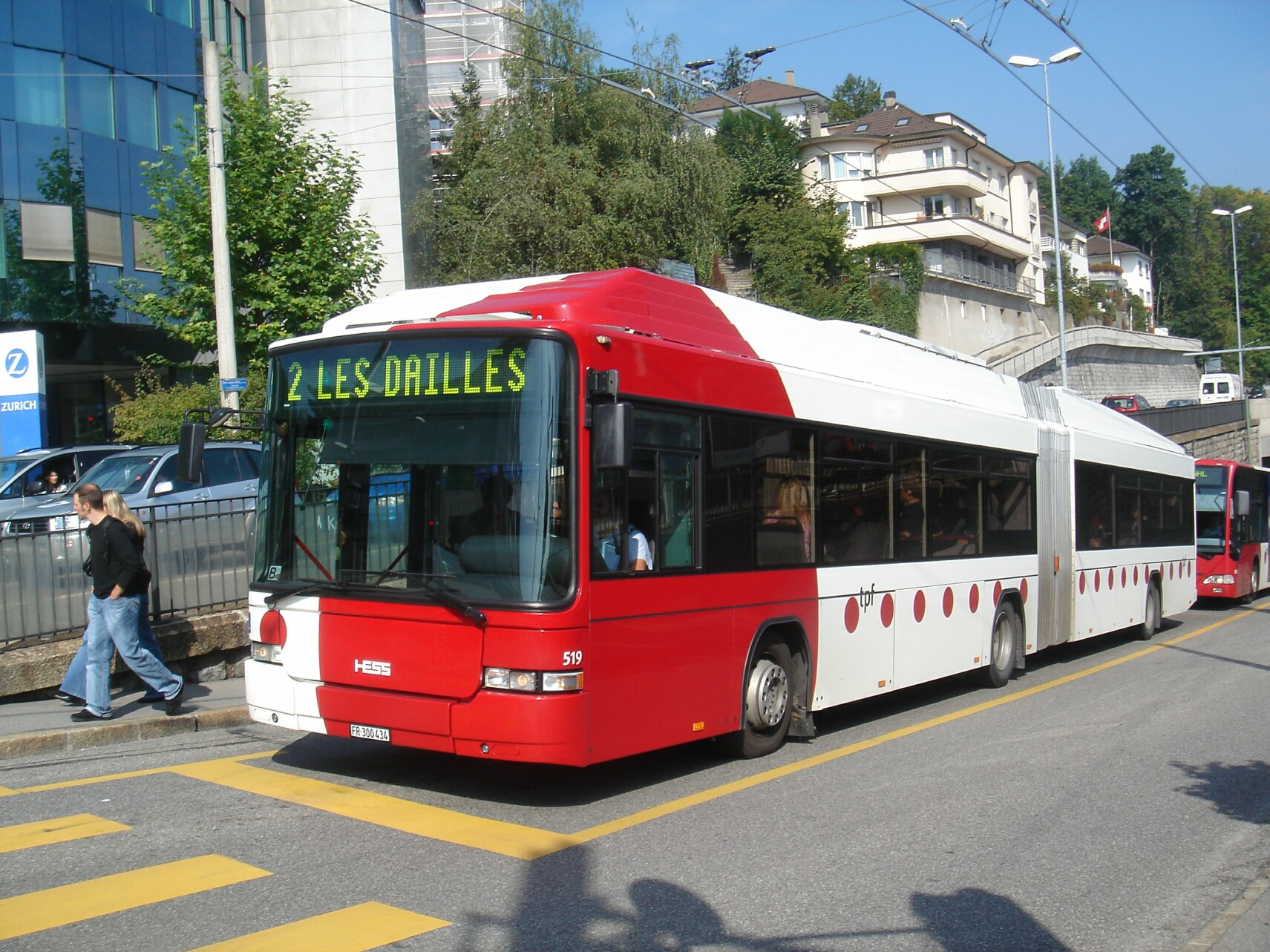
Freiburg im Üechtland: Duo-Bus des Typs NGT 204 F im Dieselbetrieb, die Stangen sind abgezogen. Anders als reine Trolleybusse oder Trolleybusse mit Hilfsantrieb benötigen Duo-Busse in der Schweiz Kontrollschilder

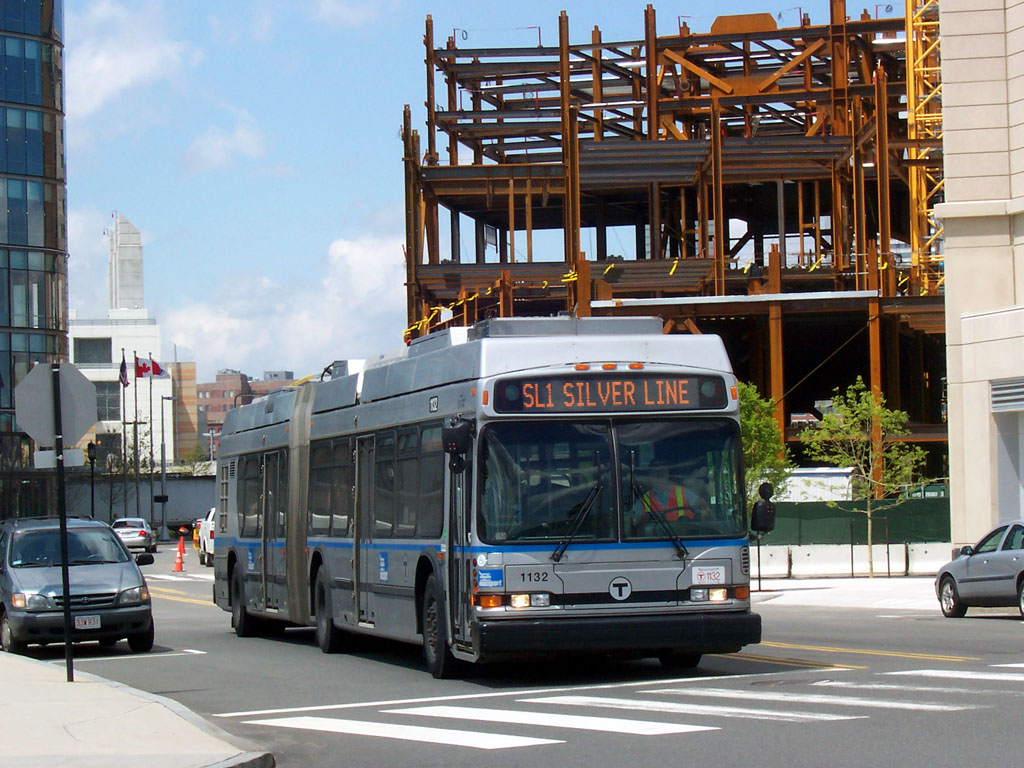
Boston: Duo-Bus des Typs Neoplan AN 460 LF, ebenfalls im Dieselbetrieb

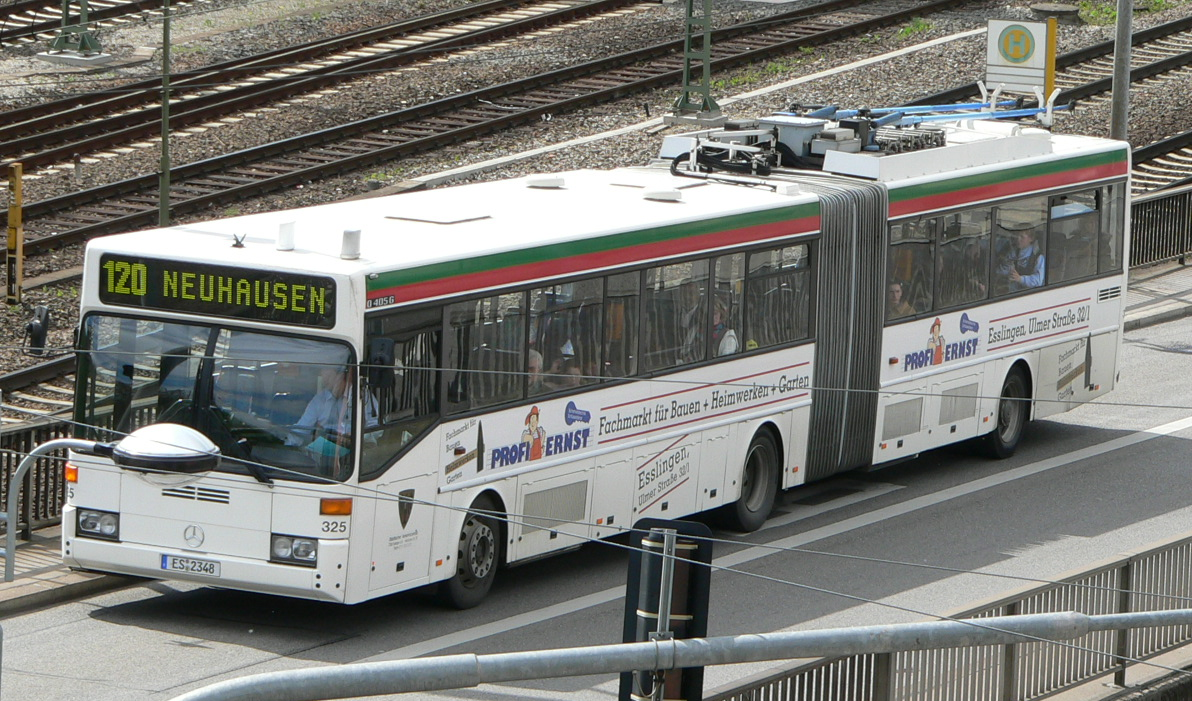
Esslingen: auch dieser Duo-Bus des Typs O 405 GTD befindet sich im Dieselmodus

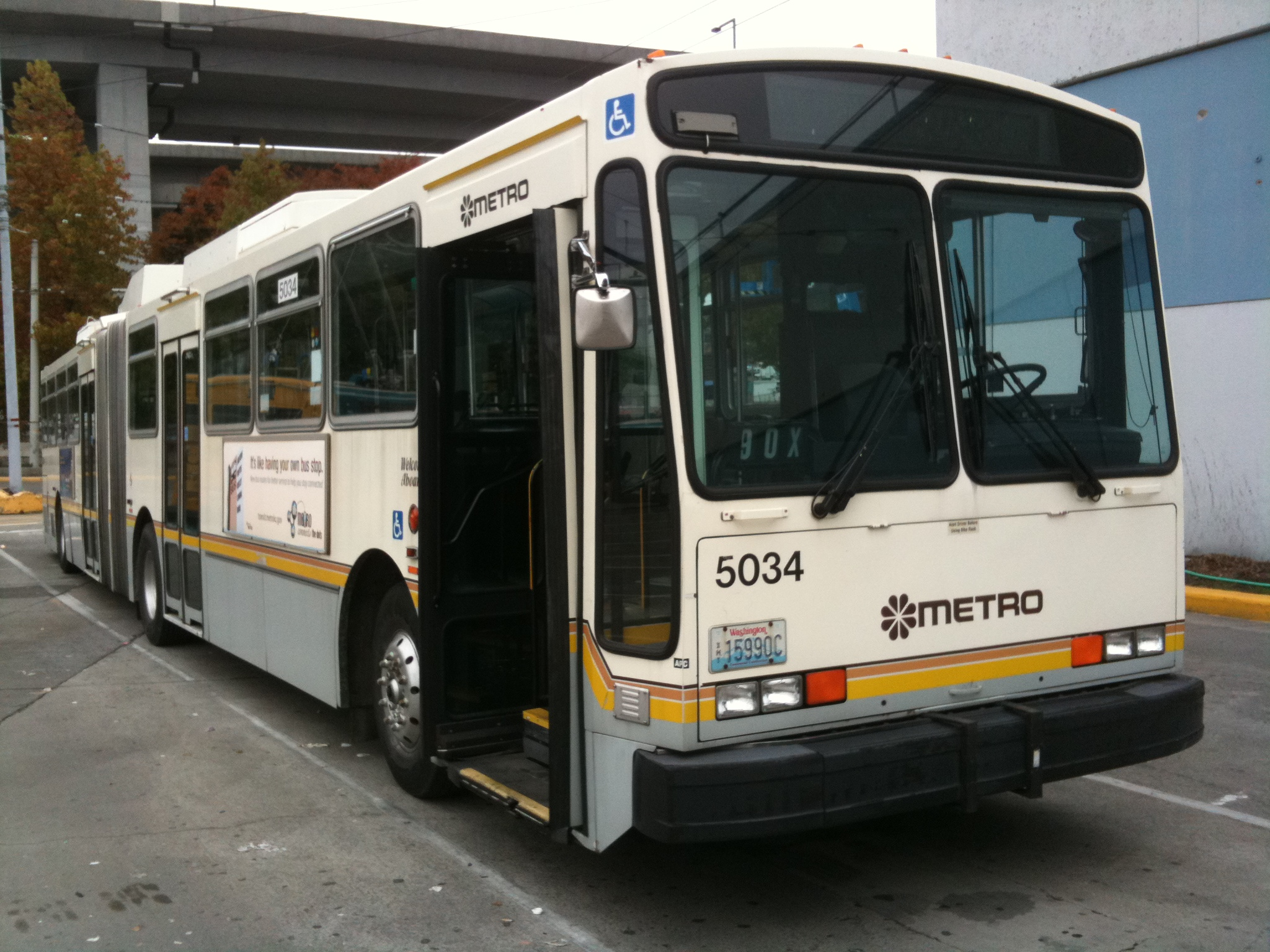
Mit 236 gebauten Wagen ist der ADPB 350 von Breda – die Abkürzung steht für articulated dual-power bus – der meistgebaute Duo-Bus der Welt

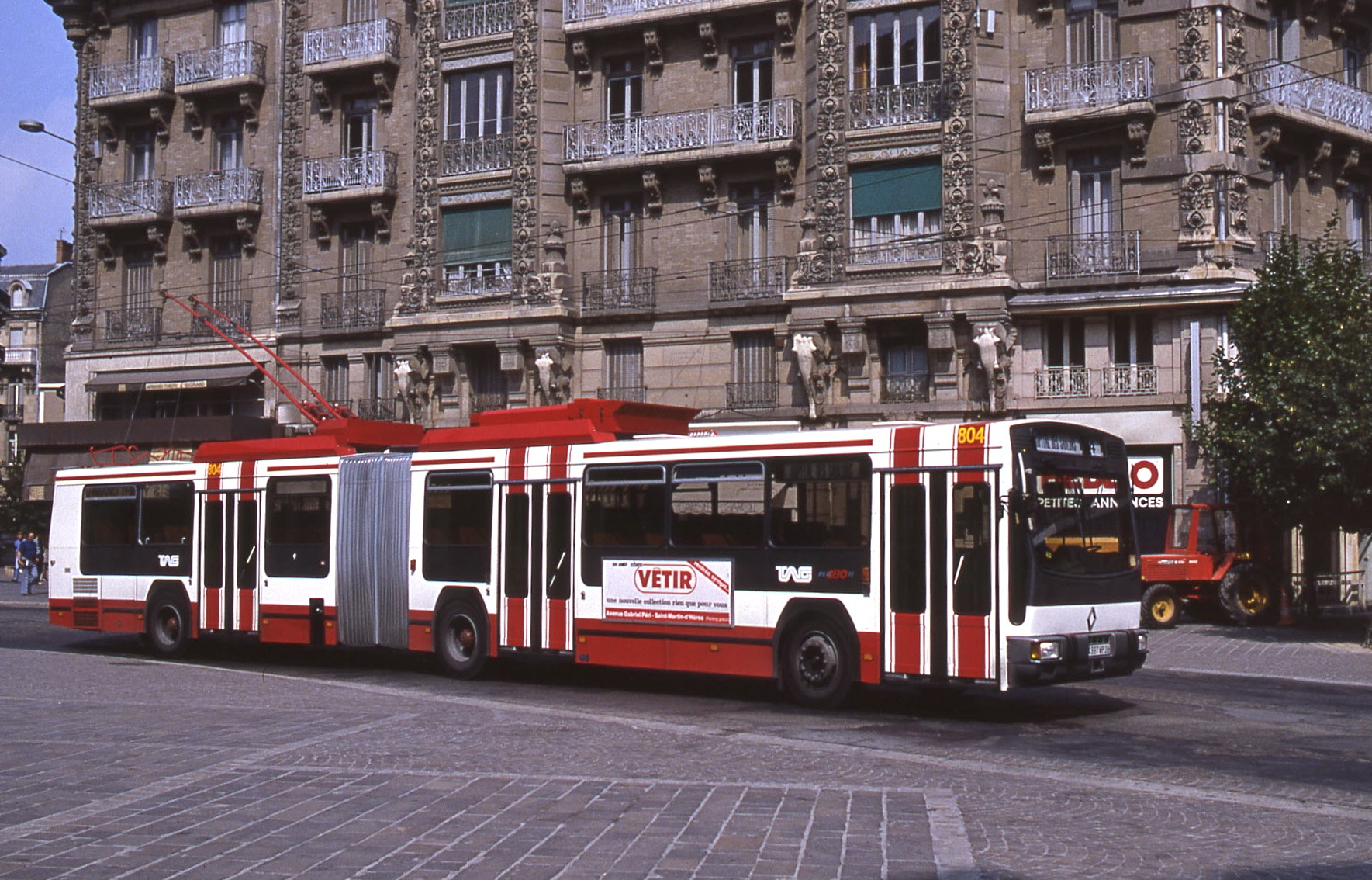
Ein PER 180 H, hier 1984 in Grenoble

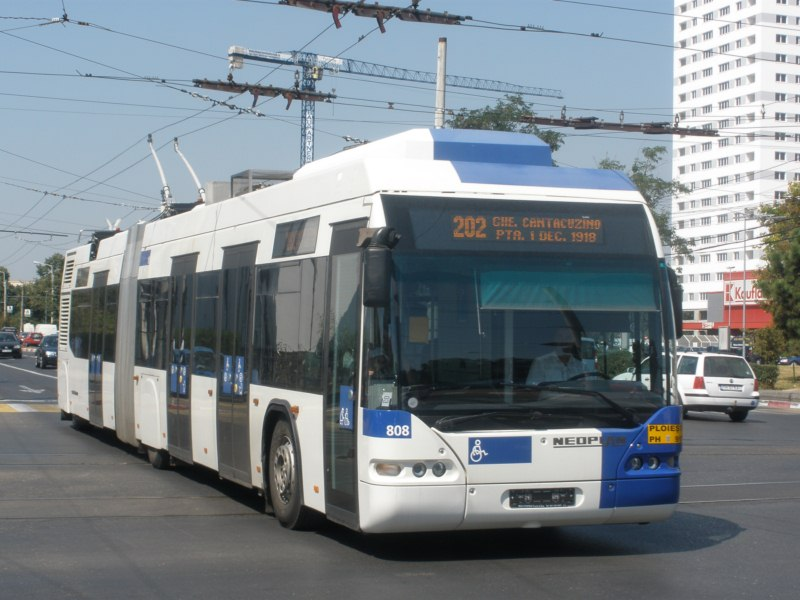
Ein für Lausanne beschaffter N 6121 von Neoplan, hier 2010 nach seinem Verkauf in der rumänischen Stadt Ploiești

Ein Duo-Bus, auch bimodaler Bus oder englisch dual-mode bus genannt, ist eine Kombination zwischen einem Oberleitungsbus (O-Bus) und einem Kraftomnibus. Der Duo-Bus verfügt – ähnlich einem Oberleitungsbus mit zusätzlichem Verbrennungsmotor-Hilfsantrieb bzw. Batteriespeisung – über zwei unabhängige Antriebe. Dadurch kann er auch abseits der Oberleitungsinfrastruktur verkehren. Im Gegensatz zum – relativ zum Hauptantrieb eher leistungsschwachen – Hilfsmotor bei gewöhnlichen Oberleitungsbussen fungiert der Zweitantrieb bei Duo-Bussen als vollwertiger Alternativmotor mit ähnlich oder gleich dimensionierter Leistung. Meist handelt es sich neben dem Elektromotor um einen Dieselmotor mit eigenem Antriebsstrang, manchmal auch um einen dieselelektrischen Antrieb ohne eigenen Antriebsstrang. Da Duo-Busse die elektrische Energie nicht selbst mitführen, handelt es sich gemäß UNO-Definition nicht um Hybridbusse. Je nach Betriebsmodus unterstehen sie dabei entweder den rechtlichen Regelungen für Oberleitungsbusse oder denen für Kraftomnibusse, das heißt, sie sind für beide Betriebsformen zugelassen. Seit etwa 2000 geht der Trend jedoch immer stärker dazu, den Hilfsantrieb von O-Bussen auch im regulären Fahrgastbetrieb zu verwenden, wodurch der Duo-Bus weitgehend an Bedeutung verlor.

## Vorgeschichte
Als frühe Vorläufer des Duo-Busses gelten die All Service Vehicle in New Jersey und die Zweikraftwagen in Basel, Luzern, Oldenburg und Tétouan. Sie wurden allerdings noch nicht als Duo-Bus bezeichnet.
Die Bezeichnung Duo-Bus wurde erstmals beim Oberleitungsbus Esslingen am Neckar für die dort von 1974 bis 1981 erprobten Oberleitungsbusse mit starker Zusatzbatterie verwendet, obwohl diese keine zwei voneinander unabhängigen Antriebe besaßen. Dieser Versuch war jedoch weitgehend erfolglos, weshalb in Esslingen schon 1979 die ersten Oberleitungsbusse mit zusätzlichem Dieselmotorantrieb in Betrieb gingen. Sie waren letztlich wesentlich erfolgreicher als ihre rein elektrischen Pendants, woraufhin sich die Bezeichnung Duo-Bus für diese Art des Doppelantriebs durchsetzte.

## Vorteile
Mit ihrem fahrleitungsunabhängigen Zweitantrieb können Duo-Busse mit gleicher Geschwindigkeit wie im elektrischen Betrieb fahren und ebenso längere Strecken problemlos zurücklegen, das heißt mit gleicher Reichweite wie konventionelle Omnibusse. In der Regel bedienen Duo-Busse dabei umsteigefrei Linien, deren Strecken nicht durchgehend mit Fahrleitung ausgerüstet sind. Manche Unternehmen nutzen sie auch als flexibel einsetzbare Reservefahrzeuge, die sowohl O-Busse als auch Dieselbusse ersetzen können.
Der Duo-Bus kann somit auf ausgebauten und mit Oberleitung ausgestatteten Strecken und in den Stadtzentren die Vorteile des elektrischen Antriebs nutzen – das heißt hohe Beschleunigung, keine Abgasemissionen und geringe Lärmbelastung – während er am Stadtrand und in den Vororten flexibel nahezu beliebige Streckenführungen bedienen kann. Zudem kann das Fahrleitungsnetz schrittweise errichtet werden.
Ein weiterer Vorteil ist die Redundanz, das heißt bei Ausfall des elektrischen Systems durch Schäden am Stromabnehmer oder Netzausfall kann weitergefahren werden. Es können auch kurzfristig O-Bus-Linien dorthin verlängert werden, wo noch keine Oberleitungen verlegt werden konnten.

## Nachteile
Auch das Konzept der Duo-Busse mit Dieselantrieb erfüllt die ursprünglich gestellten Erwartungen nur bedingt. Problematisch ist insbesondere (wie schon bei den Batterie-betriebenen Duo-Bussen) das hohe Fahrzeuggewicht – verursacht durch das Mitführen der alternativen Antriebsmodule – und der damit verbundene erhöhte Energieverbrauch. So wiegt beim Typ Mercedes-Benz O 405 GTD allein die elektrische Ausrüstung sechs Tonnen.
Ebenfalls negative Auswirkungen auf die Wirtschaftlichkeit von Duo-Bussen verursachen die hohen Anschaffungskosten, die aufwendigere Wartung und die damit verbundene höhere Ausfallquote dieser Spezialfahrzeuge. Im Gegensatz dazu ist die Lebensdauer kürzer als bei einem reinen Oberleitungsbus. Ferner nachteilig ist der höhere Platzbedarf der technischen Ausrüstung – dieser wiederum führt mitunter zu einer geringeren Beförderungskapazität und geht damit ebenfalls zu Lasten der Wirtschaftlichkeit. Ein weiterer Nachteil: jeder Wechsel der Traktionsart ist mit einem Zwangsaufenthalt verbunden, dies geht zu Lasten der Umlaufzeit.

## Einsatzbetriebe
2018 kommen Duo-Busse nur noch beim Trolleybus Freiburg (seit 1987) und beim Oberleitungsbus Boston (seit 2004) zum Einsatz. Frühere Duo-Bus-Einsatzbetriebe waren:
- Oberleitungsbus Esslingen am Neckar (1979 bis 2008)
- Oberleitungsbus Nancy (1982 bis 1999)
- St. Etienne (1982 bis 2000)
- Essener Verkehrs-AG (1983 bis 1995)
- Grenoble (1984 bis 1999)
- Seattle (1990 bis 2005)
- Oberleitungsbus Kapfenberg (1992 bis 2002)
- Oberleitungsbus Bergen (1992 bis 2010)
- Oberleitungsbus Potsdam (1993 bis 1995)
- Kopenhagen (1993 bis 1998)
- Oberleitungsbus Arnhem (1993 bis 2012)
- Trolleybus Zürich (1997 bis 1999)
- Trolleybus Lausanne (2002 bis 2005)

Aufgrund technischer Probleme wurden zahlreiche Duo-Busse frühzeitig ausgemustert oder zu reinen O-Bussen bzw. zu reinen Dieselbussen umgebaut. Teilweise erfolgten diese Umbauten im Rahmen von Verkäufen, insbesondere weil viele Zweitbesitzer mit der komplizierten Technik nicht zurechtgekommen wären bzw. diese nicht benötigten.

## Typenübersicht

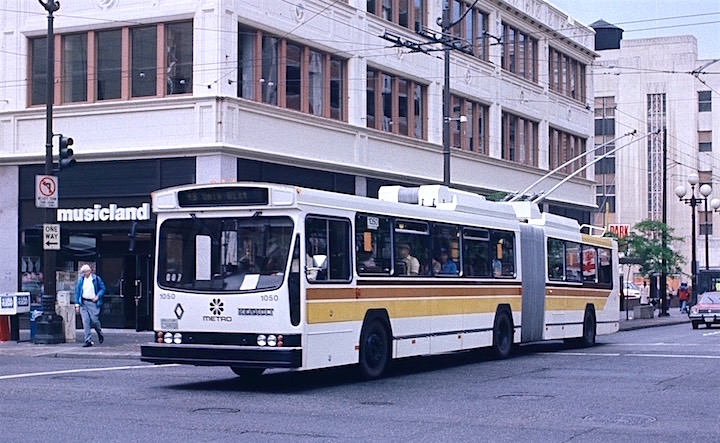
Renault-Vorführwagen beim Testeinsatz in Seattle, Juni 1983

Serienmäßig wurden bisher, ohne die oben erwähnten frühen Vorläufer sowie die rein elektrisch betriebenen Esslinger Wagen, 438 Duo-Busse gebaut. Darunter befanden sich, mit Ausnahme dreier Prototypen, ausschließlich Gelenkwagen:
| Hersteller   | Baujahre  | Typ          | Elektrik           | Anzahl | Betrieb                                              | Nummern                                               |
| ------------ | --------- | ------------ | ------------------ | ------ | ---------------------------------------------------- | ----------------------------------------------------- |
| Breda        | 1988–1991 | ADPB 350     | AEG / Westinghouse | 236    | King County Metro, Seattle                           | 5000–5235                                             |
| Renault      | 1982–1984 | PER 180 H    |                    | 64     | Vorführwagen: 2 Nancy: 48 St. Etienne: 8 Grenoble: 6 | Nancy: 603–650 Grenoble: 101–108 St. Etienne: 801–806 |
| Daimler-Benz | 1986–1995 | O 405 GTD    | AEG                | 47     | diverse                                              | siehe Hauptartikel                                    |
| Neoplan      | 2004–2006 | AN460LF      | Škoda              | 32     | Massachusetts Bay Transportation Authority           | 1101–1132                                             |
| Neoplan      | 1998      | N 6121       | Kiepe              | 27     | Transports publics de la région lausannoise          | 800–826                                               |
| Volvo / Hess | 1987–1989 | B10M         | BBC-Sécheron / ABB | 12     | Freiburgische Verkehrsbetriebe                       | 501–512                                               |
| MAN / Hess   | 2004      | NGT 204 F    | Kiepe              | 9      | Freiburgische Verkehrsbetriebe                       | 513–521                                               |
| Daimler-Benz | 1983      | O 305 GTD    | AEG                | 4      | diverse                                              | siehe Hauptartikel                                    |
| Daimler-Benz | 1979      | O 305 D/E    | Bosch / Dornier    | 2      | Oberleitungsbus Esslingen am Neckar                  | 303 + 304                                             |
| Daimler-Benz | 1979      | O 305 G D/E  | Bosch / Dornier    | 1      | Oberleitungsbus Esslingen am Neckar                  | 305                                                   |
| MAN          | 1983      | SG 240 H Duo | Kiepe              | 1      | Essener Verkehrs-AG                                  | 3700                                                  |
| MAN / Voith  | 1984      | SL 200       | BBC-Sécheron       | 1      | Vorführwagen / Prototyp                              | keine                                                 |
| Daimler-Benz | 1996      | O 405 GNTD   | Kiepe / ZF         | 1      | Verkehrsbetriebe Zürich                              | 51                                                    |
| Van Hool     | 1993      | AG300TD      | Kiepe              | 1      | Oberleitungsbus Arnhem                               | 5201                                                  |